# Graves (Familienname)
Graves ist ein englischer Familienname.

## Namensträger
- Abraham Graves (* 1999), surinamischer Fußballspieler
- Adam Graves (* 1968), kanadischer Eishockeyspieler
- Adam J. Graves (* 1977), US-amerikanischer Philosoph, Filmemacher, Filmregisseur, Drehbuchautor, Autor und Filmeditor
- Allan Graves (* 1949), kanadischer Bridge-Spieler
- Alex Graves (* 1965), US-amerikanischer Regisseur
- Alexander Graves (1844–1916), US-amerikanischer Politiker
- Ann Graves, irische Politikerin (Sinn Féin)
- Antonio Graves (* 1985), US-amerikanischer Basketballspieler
- Armgaard Karl Graves (* 1882), deutscher und britischer Spion
- Barry Graves (Jürgen Deutschmann; 1942–1994), deutscher Journalist und Radiomoderator
- Benjamin F. Graves (1817–1906), US-amerikanischer Jurist und Oberster Richter am Michigan Supreme Court
- Betsy Graves Reyneau (1888–1964), US-amerikanische Malerin und Suffragette
- Bibb Graves (1873–1942), US-amerikanischer Politiker
- Bill Graves (* 1953), US-amerikanischer Politiker
- Blind Roosevelt Graves (1909–1962), US-amerikanischer Bluesmusiker
- Cameron Graves (* 1982), US-amerikanischer Fusionmusiker
- Carie Graves (1953–2021), US-amerikanische Ruderin
- Charles H. Graves (1872–1940), US-amerikanischer Jurist, Bankier und Politiker
- Clare W. Graves (1914–1986), US-amerikanischer Psychologe
- Corey Graves (* 1984), US-amerikanischer Wrestler und Fernsehmoderator
- Denyce Graves (* 1964), US-amerikanische Opernsängerin (Mezzosopran)
- Dixie Bibb Graves (1882–1965), US-amerikanische Politikerin
- Ed Graves (1917–1980), US-amerikanischer Szenenbildner
- Edwin Graves (1897–1986), US-amerikanischer Ruderer
- Frances Graves (ca. 1874–20. Jhd.), schottisch-britische Suffragette
- Garret Graves (* 1972), US-amerikanischer Politiker
- Gary Russell Graves, US-amerikanischer Ornithologe
- Hilliard Graves (* 1950), kanadischer Eishockeyspieler
- Howard D. Graves (1939–2003), Generalleutnant der United States Army
- Hubert Graves (1894–1972), britischer Diplomat
- James Graves (* 1963), US-amerikanischer Sportschütze
- Jenny Graves (* 1941), australische Genetikerin und Hochschullehrerin
- John Graves (* 1937), US-amerikanischer Automobilrennfahrer
- John Thomas Graves (1806–1870), irischer Mathematiker und Jurist
- Josh Graves (1927–2006), US-amerikanischer Gitarrist
- Kersey Graves (1813–1883), US-amerikanischer Religionsskeptiker und Schriftsteller
- Kirk Graves (* 1964), US-amerikanischer Schauspieler und Filmproduzent
- Lawrence Preston Joseph Graves (1916–1994), US-amerikanischer Geistlicher, Bischof von Alexandria
- Louis Graves (1791–1857), französischer Botaniker, Archäologe und Fossiliensammler
- Mel Graves (1946–2008), US-amerikanischer Jazzmusiker und Hochschullehrer
- Margaret S. Graves, US-amerikanische Kunsthistorikerin und Professorin für islamische Kunst
- Michael Graves (1934–2015), US-amerikanischer Architekt und Designer
- Michael W. Graves, US-amerikanischer Archäologe
- Michale Graves (* 1975), US-amerikanischer Musiker
- Milford Graves (1941–2021), US-amerikanischer Schlagzeuger und Komponist
- Morris Graves (1910–2001), US-amerikanischer Maler und Zeichner
- Nancy Graves (1939–1995), US-amerikanische Bildhauerin, Malerin und Filmemacherin
- Peter Graves (1926–2010), US-amerikanischer Schauspieler
- Philip Graves (Journalist) (Major Philip Perceval Graves; 1876–1953), britischer Journalist
- Philip Graves (Triathlet) (* 1989), britischer Triathlet
- Ralph Graves (Schauspieler) (1900–1977), US-amerikanischer Schauspieler, Drehbuchautor und Regisseur
- Ralph Graves (Schriftsteller) (1924–2013), US-amerikanischer Reporter, Herausgeber und Autor
- Richard G. Graves (* 1933), US-amerikanischer Generalleutnant im Ruhestand
- Richard Ryan Graves (1954–2009), britischer Sänger, Keyboarder, Komponist und Autor
- Robert Graves (1895–1985), britischer Schriftsteller und Dichter
- Robert James Graves (1797–1853), irischer Arzt
- Rupert Graves (* 1963), britischer Schauspieler
- Ryan Graves (Unternehmer) (* 1983), US-amerikanischer Unternehmer
- Ryan Graves (Eishockeyspieler) (* 1995), kanadischer Eishockeyspieler
- Sam Graves (* 1963), US-amerikanischer Politiker
- Samuel Graves (1713–1787), britischer Admiral
- Shakey Graves (* 1987), Musiker und Schauspieler
- Teresa Graves (1948–2002), US-amerikanische Schauspielerin
- Thomas Graves (Konteradmiral) (1680–1755), britischer Konteradmiral
- Thomas Graves, 1. Baron Graves (1725–1802), britischer Admiral
- Thomas Graves (Admiral) (ca. 1747–1814), britischer Admiral
- Thomas N. Graves, 2. Baron Graves (1775–1830), britischer Admiral und Politiker
- Tom Graves (* 1970), US-amerikanischer Politiker
- Tor Graves (* 1972), thailändischer Autorennfahrer
- William J. Graves (1805–1848), US-amerikanischer Politiker
- William S. Graves (1865–1940), US-amerikanischer Generalmajor

## Weblink
- Graves bei behindthename.com